# Parla con me
"Parla con me" es una canción de 2009 del cantautor italiano Eros Ramazzotti y el primer sencillo lanzado de su undécimo álbum de estudio Ali e radici . La canción fue coescrita y producida por Claudio Guidetti y Adelio Cogliati, quienes también escribieron éxitos anteriores para Eros, incluidos " Cose della vita " y "Un'altra te".

## Video musical
El vídeo de la canción fue filmado en Los Ángeles por el director Marc Klasfeld . Probablemente al este de Palm Springs, fuera del área de Twentynine Palms

## "Dímelo a mí"
Como es tradicional con muchos otros lanzamientos exitosos de canciones de Ramazzotti, lanzó un lanzamiento paralelo en español para los mercados latinos de España, México, América Latina y Estados Unidos titulado " Dímelo a mí ". Esa versión aparece en la versión paralela en español del álbum Ali e radici retitulado Alas y raíces.

## Listas
| Listas                      | Mejor posición |
| --------------------------- | -------------- |
| Austrian Singles Chart      | 31             |
| Lista de singles holandeses | 83             |
| Italia Top 20               | 1              |
| Spanish Singles Chart       | 41             |
| Suiza Top 20                | 8              |

### Listas de fin de año
| Gráfico (2009)          | Posición |
| ----------------------- | -------- |
| Hungarian Singles Chart | 26       |
| Italian Singles Chart   | 20       |
| Swiss Singles Chart     | 73       |